# Station Włoszczowice
Station Włoszczowice is een spoorwegstation in de Poolse plaats Włoszczowice.